# Grand Prix-wegrace van Frankrijk 1982
De Grand Prix-wegrace van Frankrijk 1982 was de derde Grand Prix van het wereldkampioenschap wegrace-seizoen 1982. De races werden verreden op 9 mei 1982 op het Circuit Paul Armagnac nabij Nogaro, Frankrijk. Deze Grand Prix werd door vrijwel alle toprijders geboycot, waarna de jury zware straffen oplegde. Het eindresultaat was dat bijna alle straffen door de wegracecommissie van de FIM werden ingetrokken, de jury, de organisatie en de Franse motorsportbond (FFM) een waarschuwing kregen en er nooit meer op Nogaro geracet werd in het kader van het wereldkampioenschap.
| 1978               | - Franse GP voor het eerst op Nogaro: veel valpartijen door slecht wegdek, te klein rennerskwartier, niet voldoende tribuneplaatsen voor het publiek |
| juli 1981          | - De Fédération Française de Motocyclisme wijst de Franse GP opnieuw aan Nogaro toe, ondanks de aanwezigheid van betere circuits als Le Castellet en Le Mans. |
| aug 1981           | - Coureurs protesteren tijdens de Britse GP mondeling tegen de toewijzing van Nogaro. - De Franse bond en de organisatie beloven mondeling verbeteringen aan te brengen aan het wegdek en de accommodatie. |
| voorjaar 1982      | - Rijdersvertegenwoordiger Franco Uncini is niet aanwezig op het FIM-voorjaarscongres. - Organisator André Divies is er wel en verklaart dat hij de kosten van de renovatie van het circuit niet kan betalen voordat de inkomsten van een Grand Prix binnen zijn. |
| 2 mei 1982         | - Franco Uncini verklaart op de woensdag voor de Franse Grand Prix het circuit te gaan bekijken. |
| 4 mei 1982         | - De organisatie houdt de poorten gesloten voor teams die rechtstreeks vanaf Oostenrijk naar Frankrijk zijn gereden en een dag te vroeg aankomen. |
| 5 mei 1982         | - Teams arriveren in Nogaro en constateren een slecht wegdek, te klein rennerskwartier, te weinig water- en stroompunten, onvoldoende sanitaire voorzieningen. |
| 6, 7 en 8 mei 1982 | - Een aantal coureurs weigeren zelfs te trainen, Carlos Lavado en Toni Mang vertrekken. Suzuki en Yamaha hebben last van gebroken frames met hun 500cc-fabrieksracers. Zij verbieden hun fabrieksrijders te starten. - Honda en Kawasaki verbieden hun 500cc-fabrieksrijders te starten omdat ze niet willen profiteren van de situatie. - Coureurs starten een handtekeningenactie onder hun collega's om de Grand Prix te boycotten wegens: 1.: De algemene staat van het circuit en het rennerskwartier, 2.: het hobbelige wegdek, 3.: sanitaire voorzieningen (te weinig en niet schoon), 4.: gevaarlijke en onvoldoende stroomvoorziening, 5.: brandgevaar in het rennerskwartier, ook beperkte vluchtwegen door overbevolking. Ze wordt ondertekend door Kork Ballington, Graeme Crosby, Boet van Dulmen, Bernard Fau, Takazumi Katayama, Marco Lucchinelli, Randy Mamola, Jack Middelburg, Loris Reggiani, Kenny Roberts, Barry Sheene, Freddie Spencer, Franco Uncini, Leandro Becheroni en Seppo Rossi. Een aantal privérijders voelt zich geïntimideerd en tekent met tegenzin. De actie omvat nu ook de 125-, 250- en 350cc-klasse, hoewel de meeste rijders daar geen problemen met het circuit hebben. Ze worden geacht "solidair" te zijn. Ángel Nieto zet collega's onder druk en beledigt de organisatie. - Het team van Suzuki-HB (Gallina) geeft een persverklaring uit waarin men mede namens Honda, Kawasaki en Yamaha de staking ondersteunt en de FIM verzoekt de resultaten van de Franse Grand Prix niet te laten meetellen voor het wereldkampioenschap. |
| 9 mei 1982         | - De racedag. In de 500cc-klasse staan twee fabrieksmotoren aan de start: de Sanvenero van Michel Frutschi en de Morbidelli van Giovanni Pelletier, die onder normale omstandigheden kansloos zijn. In de 250cc-klasse hebben Saul en Fernandez niet getraind en ze zijn dus ook niet gekwalificeerd. Baldé leidt de race vanaf het begin, maar wil niet winnen en laat Jean-Louis Tournadre voorgaan. In de 350cc-klasse worden Eric Saul, Patrick Fernandez en Didier de Radiguès door hun Franse sponsoren gedwongen te starten, maar Saul zet tijdens de race zijn motor demonstratief aan de kant, net als Patrick Fernandez. Jean-François Baldé wil wel rijden en doet dat ook, maar hij wil niet winnen (en zo profiteren van de afwezigheid van concurrenten). Hij wil de overwinning laten aan de Radiguès, maar die weigert hem voorbij te rijden. In de 125cc-race zetten August Auinger en Pier Paolo Bianchi hun machine volgens afspraak aan de kant. - Nog dezelfde dag vaardigt de Sportcommissie van de FIM zware straffen uit: 1.: Voor de stakende fabrieksrijders + enkele privérijders als Boet van Dulmen, Jack Middelburg en Seppo Rossi: 10.000 Zwitserse frank boete + 2 maanden voorwaardelijke schorsing wegens zonder geldige reden niet deelnemen aan de trainingen en de races. 2.: Toni Mang, Carlos Lavado en nog een aantal toprijders uit de 250- en de 350cc-klasse: 10.000 Zwitserse frank boete + 2 maanden voorwaardelijke schorsing wegens zonder geldige reden niet deelnemen aan de races (een aantal van hen had wel getraind). 3.: Ángel Nieto: 10.000 Zwitserse Frank boete + 2 maanden voorwaardelijke schorsing wegens zonder geldige reden niet deelnemen aan de trainingen en de races + 3.000 Zwitserse Frank wegens onbeschoft optreden tegen organisatie, jury en andere coureurs. |
| juni 1982          | - De wegracecommissie van de FIM scheldt alle straffen kwijt, met uitzondering van een boete van 1.000 Zwitserse frank voor Ángel Nieto wegens onbeschoft optreden. - De wegracecommissie van de FIM deelt drie waarschuwingen uit: Aan de Franse motorsportbond, de organisatie van de Grand Prix en aan de voorzitter van de jury, de Italiaan Mazzi. |

Dat het circuit van Nogaro niet geschikt was voor motorraces was al tijdens de Franse GP van 1978 gebleken, toen er tientallen valpartijen door het slechte wegdek waren geweest. Toen Nogaro een toewijzing kreeg voor 1982 hadden de rijders zich daar al tijdens de Britse Grand Prix van '81 over opgewonden, maar tijdens het FIM-congres in het voorjaar van 1982 in Tokyo was rijdersvertegenwoordiger Franco Uncini niet aanwezig. De voorzitter van de organiserende club André Divies was daar wél. Hij verklaarde dat de club alles in het werk stelde om de baan eerder dan gepland (1983) in orde te maken, maar dat zou 2 miljoen Franse franks kosten. Uncini bleef nogal laconiek: na de Grand Prix van Oostenrijk verklaarde hij dat hij de woensdag voor de Franse Grand Prix "wel even ging kijken". Dat was te laat: alle belangrijke 500cc-fabrieksteams verboden hun rijders te starten omdat de fragiele frames, die 10 tot 15 kg lichter waren dan die van de productieracers, op het slechte wegdek zouden breken. Daarmee waren de fabrieksrijders uitgeschakeld, maar door een handtekeningenactie, bedreigingen en intimidatie tekenden uiteindelijk ook veel privérijders, zelfs die in de lichtere klassen, die de problemen van de scheurende frames beslist niet kenden. Het leidde aanvankelijk tot hoge geldboetes en voorwaardelijke schorsingen, die uiteindelijk bijna allemaal werden teruggedraaid. Nogaro kreeg nooit meer een Grand Prix toegewezen.

## 500 cc
Nu de top vijftien uit het klassement deelnamen aan de boycot kon de 500cc-race zonder scheve gezichten en verwijten worden gereden, met slechts twee fabrieksracers aan de start, de Sanvenero en de Morbidelli. Het gaf de Amerikaanse Gina Bovaird de gelegenheid zich als eerste vrouw te kwalificeren voor een 500cc-WK-race, maar ze viel al in de 11e ronde. In de race kon alleen Lorenzo Ghiselli Michel Frutschi een tijdje bedreigen, maar hij viel uiteindelijk terug naar de 12e plaats en Frutschi won met 9 seconden voorsprong op Frank Gross en 14 seconden op Steve Parrish.

### Uitslag 500 cc
| Pos | Coureur             | Merk               | Tijd      | Grid     | Punten |
| --- | ------------------- | ------------------ | --------- | -------- | ------ |
| 1   | Michel Frutschi     | Sanvenero          | 57:22.410 | 4        | 15     |
| 2   | Franck Gross        | Suzuki             | +9.130    | 11       | 12     |
| 3   | Steve Parrish       | Yamaha             | +14.640   | 10       | 10     |
| 4   | Sergio Pellandini   | Suzuki             | +17.810   | 5        | 8      |
| 5   | Stuart Avant        | Suzuki             | +18.120   | 15       | 6      |
| 6   | Guido Paci          | Yamaha             | +27.580   | 16       | 5      |
| 7   | Philippe Robinet    | Suzuki             | +33.930   | 9        | 4      |
| 8   | Chris Guy           | Suzuki             | +37.620   | 8        | 3      |
| 9   | Andreas Hofmann     | Suzuki             | +51.600   | 6        | 2      |
| 10  | Philippe Coulon     | Suzuki             | +53.730   | 18       | 1      |
| 11  | Wolfgang Von Muralt | Suzuki             | +59.250   | 7        |        |
| 12  | Lorenzo Ghiselli    | Suzuki             | +1:00.830 | 13       |        |
| 13  | Peter Sjöström      | Suzuki             | +1:10.550 | 26       |        |
| 14  | Børge Nielsen       | Suzuki             | +1:11.510 | 20       |        |
| 15  | Giovanni Pelletier  | Morbidelli         | +1 ronde  | 17       |        |
| 16  | Marco Papa          | Suzuki             | +1 ronde  | 19       |        |
| 17  | Marco Greco         | Suzuki             | +2 ronden | 28       |        |
| 18  | Jon Ekerold         | Suzuki             | +2 ronden | 12       |        |
| DNF | Louis-Luc Maisto    | Suzuki             |           | 25       |        |
| DNF | Gina Bovaird        | Suzuki             | Val       | 27       |        |
| DNF | Christian Le Liard  | Suzuki             |           | 22       |        |
| DNF | Jean Lafond         | Fior               |           | 1        |        |
| DNF | Leandro Becheroni   | Suzuki             |           | 2        |        |
| DNF | Guy Bertin          | Sanvenero          |           | 23       |        |
| DNF | Raymond Roche       | Suzuki             |           | 3        |        |
| DNF | Maurice Coq         | Suzuki             |           | 24       |        |
| DNF | Bernard Fau         | Suzuki             |           | 14       |        |
| DNF | Víctor Palomo       | Suzuki             |           | 21       |        |
| DNS | Kork Ballington     | Kawasaki           | Boycot    |          |        |
| DNS | Graeme Crosby       | Marlboro-Yamaha    | Boycot    |          |        |
| DNS | Boet van Dulmen     | Suzuki             | Boycot    |          |        |
| DNS | Marc Fontan         | Sonauto-Yamaha     | Boycot    |          |        |
| DNS | Takazumi Katayama   | RSC-Honda          | Boycot    |          |        |
| DNS | Marco Lucchinelli   | RSC-Honda          | Blessure  | Blessure |        |
| DNS | Randy Mamola        | HB-Suzuki          | Boycot    |          |        |
| DNS | Jack Middelburg     | Ergon-Suzuki       | Boycot    |          |        |
| DNS | Loris Reggiani      | Gallina-Suzuki     | Boycot    |          |        |
| DNS | Kenny Roberts       | Yamaha             | Boycot    |          |        |
| DNS | Seppo Rossi         | Suzuki             | Boycot    |          |        |
| DNS | Barry Sheene        | John PLayer-Yamaha | Boycot    |          |        |
| DNS | Freddie Spencer     | RSC-Honda          | Boycot    |          |        |
| DNS | Franco Uncini       | Gallina-Suzuki     | Boycot    |          |        |

### Top tien WK-tussenstand 500 cc
| Pos. | Coureur           | Motorfiets         | Ptn. |
| ---- | ----------------- | ------------------ | ---- |
| 1    | Kenny Roberts     | Yamaha             | 25   |
| 2    | Barry Sheene      | John Player-Yamaha | 24   |
| 3    | Franco Uncini     | Gallina-Suzuki     | 23   |
| 4    | Michel Frutschi   | Sanvenero          | 15   |
| 5    | Franck Gross      | Suzuki             | 12   |
| 6    | Freddie Spencer   | RSC-Honda          | 10   |
| 6    | Steve Parrish     | Yamaha             | 10   |
| 8    | Graeme Crosby     | Marlboro-Yamaha    | 8    |
| 8    | Sergio Pellandini | Suzuki             | 8    |
| 10   | Takazumi Katayama | RSC-Honda          | 7    |

## 350 cc
Mang, Lavado, Saul en Fernandez boycotten ook de 350cc-race, maar na de tweede plaats van Baldé in de 250cc-race verklaarde Didier de Radiguès pas te zullen stoppen als Baldé dat ook deed. Dat leverde een wat vreemde race op, met Baldé aan de leiding, terwijl hij zijn best deed al rijdend tot overeenstemming met De Radiguès te komen. Met handgebaren probeerde hij de Belg de bewegen in te halen óf samen te stoppen. De Radiguès bleef echter volgen, wachtend tot Baldé zijn motor aan de kant zou zetten. Toen hij uiteindelijk toch wilde aanvallen brak zijn achterframe waardoor het zitje op de achterband kwam. Zo reed Baldé als eerste over de finish, gevolgd door De Radiguès en op wat grotere afstand door Jeffrey Sayle. Een zeer geëmotioneerde Didier de Radiguès verdween meteen in het rennerskwartier en liet zich ook bij de huldiging niet zien. Baldé had al verklaard dat hij positief zou reageren op een eventueel verzoek van Carlos Lavado of Toni Mang om in de GP van Tsjecho-Slowakije niet te starten, zodat de ongelijkheid rechtgetrokken zou kunnen worden.

### Uitslag 350 cc
| Pos | Coureur              | Merk              | Tijd      | Punten |
| --- | -------------------- | ----------------- | --------- | ------ |
| 1   | Jean-François Baldé  | Kawasaki          | 51:57.960 | 15     |
| 2   | Didier de Radiguès   | Chevallier-Yamaha | +0.500    | 12     |
| 3   | Jeffrey Sayle        | Armstrong         | +9.090    | 10     |
| 4   | Alan North           | Bimota-Yamaha     | +12.240   | 8      |
| 5   | Martin Wimmer        | Yamaha            | +15.080   | 6      |
| 6   | Herbert Hauf         | Kawasaki          | +40.640   | 5      |
| 7   | Wolfgang Von Muralt  | Bimota-Yamaha     | +42.600   | 4      |
| 8   | Jacques Cornu        | Yamaha            | +56.160   | 3      |
| 9   | Tony Head            | Yamaha            | +1:00.790 | 2      |
| 10  | Mar Schouten         | Yamaha            | +1:19.090 | 1      |
| 11  | Massimo Matteoni     | Bimota-Yamaha     | +1:20.130 |        |
| 12  | Marie-Paul Violland  | Yamaha            | +1 ronde  |        |
| 13  | Jean-Michel Mattioli | Yamaha            |           |        |
| 14  | Harald Eckl          | Yamaha            |           |        |
| 15  | Bengt Elgh           | Yamaha            |           |        |
| 16  | Christer Eliasson    | Yamaha            |           |        |
| 17  | Con Law              | Yamaha            |           |        |
| 18  | Graeme McGregor      | Yamaha            |           |        |
| DNF | Eric Saul            | Chevallier-Yamaha | Boycot    |        |
| DNS | Carlos Lavado        | Yamaha            | Boycot    |        |
| DNS | Toni Mang            | Kawasaki          | Boycot    |        |
| DNQ | Patrick Fernandez    | Bimota-Bartol     | Boycot    |        |

### Top tien WK-tussenstand 350 cc
| Pos. | Coureur             | Motorfiets        | Ptn. |
| ---- | ------------------- | ----------------- | ---- |
| 1    | Jean-François Baldé | Kawasaki          | 27   |
| 2    | Eric Saul           | Chevallier-Yamaha | 23   |
| 3    | Didier de Radiguès  | Chevallier-Yamaha | 22   |
| 4    | Jacques Cornu       | Yamaha            | 15   |
| 4    | Carlos Lavado       | Yamaha            | 15   |
| 6    | Alan North          | Bimota-Yamaha     | 13   |
| 7    | Toni Mang           | Kawasaki          | 12   |
| 7    | Jeffrey Sayle       | Armstrong         | 12   |
| 9    | Patrick Fernandez   | Bimota-Bartol     | 10   |
| 10   | Wolfgang von Muralt | Bimota-Yamaha     | 8    |
| 10   | Siegfried Minich    | Yamaha            | 8    |

## 250 cc
Na alle ophef over de rijdersstaking moest de eerste 250cc-race van het seizoen ook de Franse Grand Prix openen. Zonder Toni Mang en Carlos Lavado, die al naar huis waren, en Patrick Fernandez en Eric Saul, die niet getraind hadden en dus ook niet gekwalificeerd waren. Didier de Radiguès kreeg van zijn sponsor opdracht te starten en Jean-François Baldé wilde per se rijden: "Ik ben Fransman, dit is de Franse Grand Prix en ik heb Franse sponsors". Of De Radiguès de race had willen uitrijden is niet bekend, want toen hij na een ronde stopte liep zijn motor slecht. Baldé wilde echter niet profiteren van de afwezigheid van de concurrentie. Hij liet zich aanvankelijk naar het middenveld terugzakken waardoor de strijd aan kop ging tussen Jeffrey Sayle en Jean-Louis Tournadre. Baldé wilde wel laten zien hoe sterk hij was en vocht zich weer terug naar de leiding, die hij - naar eigen zeggen vrijwillig - weer afstond aan Tournadre.

### Uitslag 250 cc
| Pos | Coureur                | Merk              | Tijd               | Punten             |
| --- | ---------------------- | ----------------- | ------------------ | ------------------ |
| 1   | Jean-Louis Tournadre   | Yamaha            | 51:09.350          | 15                 |
| 2   | Jean-François Baldé    | Kawasaki          | +0.490             | 12                 |
| 3   | Jeffrey Sayle          | Armstrong         | +0.760             | 10                 |
| 4   | Roland Freymond        | MBA               | +17.890            | 8                  |
| 5   | Jacques Cornu          | Yamaha            | +26.410            | 6                  |
| 6   | Jean-Louis Guignabodet | Kawasaki          | +29.050            | 5                  |
| 7   | Gabriel Gabria         | Yamaha            | +32.040            | 4                  |
| 8   | Tony Head              | Waddon-Rotax      | +33.250            | 3                  |
| 9   | Martin Wimmer          | Spondon-Yamaha    | +43.750            | 2                  |
| 10  | Massimo Matteoni       | Bimota-Yamaha     | +48.710            | 1                  |
| 11  | Patrick Chatelet       | Yamaha            |                    |                    |
| 12  | Eero Hyvärinen         | Yamaha            |                    |                    |
| 13  | Christian Estrosi      | Pernod            | +1 ronde           |                    |
| 14  | Pierluigi Aldrovandi   | Yamaha            |                    |                    |
| DNQ | Eric Saul              | Chevallier-Yamaha | Boycot             |                    |
| DNQ | Patrick Fernandez      | Bimota-Bartol     | Boycot             |                    |
| DNF | Didier de Radiguès     | Chevallier-Yamaha |                    |                    |
| DNS | Thierry Espié          | Pernod            | Val in opwarmronde | Val in opwarmronde |
| DNS | Jean-Marc Toffolo      | Rotax             | Boycot             |                    |
| DNS | Carlos Lavado          | Yamaha            | Boycot             |                    |
| DNS | Toni Mang              | Kawasaki          | Boycot             |                    |
| DNQ | Patrick Fernandez      | Bimota-Bartol     | Boycot             |                    |
| DNF | Hervé Guilleux         | Onbekend          |                    |                    |
| DNF | Christian Sarron       | Yamaha            |                    |                    |
| DNF | Sito Pons              | Cobas-Rotax       |                    |                    |
| DNF | Patrick Igoa           | Onbekend          |                    |                    |

### Top tien WK-tussenstand 250 cc
| Pos. | Coureur                | Motorfiets     | Ptn. |
| ---- | ---------------------- | -------------- | ---- |
| 1    | Jean-Louis Tournadre   | Yamaha         | 15   |
| 2    | Jean-François Baldé    | Kawasaki       | 12   |
| 3    | Jeffrey Sayle          | Armstrong      | 10   |
| 4    | Roland Freymond        | MBA            | 8    |
| 5    | Jacques Cornu          | Yamaha         | 6    |
| 6    | Jean-Louis Guignabodet | Kawasaki       | 5    |
| 7    | Gabriel Gabria         | Yamaha         | 4    |
| 8    | Tony Head              | Waddon-Rotax   | 3    |
| 9    | Martin Wimmer          | Spondon-Yamaha | 2    |
| 10   | Massimo Matteoni       | Bimota-Yamaha  | 1    |

## 125 cc
Zonder de stakende toprijders verliep de 125cc-race enigszins saai. Jean-Claude Selini moest in het begin nog vechten tegen Johnny Wickström en Iván Palazzese, maar die laatste gaf tegen het einde van de race op (werd als 21e geklasseerd) en Wickström had op het einde ruim 30 seconden achterstand.

### Uitslag 125 cc
| Pos | Coureur              | Merk       | Tijd      | Punten |
| --- | -------------------- | ---------- | --------- | ------ |
| 1   | Jean-Claude Selini   | MBA        | 45:47.780 | 15     |
| 2   | Johnny Wickström     | MBA        | +30.220   | 12     |
| 3   | Hugo Vignetti        | Sanvenero  | +37.480   | 10     |
| 4   | Willy Pérez          | MBA        | +40.450   | 8      |
| 5   | Matti Kinnunen       | MBA        | +48.480   | 6      |
| 6   | Alfred Waibel        | MBA        | +59.240   | 5      |
| 7   | Gerhard Waibel       | Seel-MBA   | +59.600   | 4      |
| 8   | Olivier Liégeois     | Sanvenero  | +1:03.930 | 3      |
| 9   | Alex Bedford         | MBA        | +1 ronde  | 2      |
| 10  | Esa Kytölä           | MBA        | +1 ronde  | 1      |
| 11  | Per-Edvard Carlsson  | MBA        |           |        |
| 12  | Jacky Hutteau        | MBA        |           |        |
| 13  | Henk van Kessel      | MBA        |           |        |
| 14  | Lucio Pietroniro     | MBA        |           |        |
| 15  | Jan Bäckström        | MBA        |           |        |
| 16  | Andrés Sánchez-Marín | MBA        |           |        |
| 17  | Paul Bordes          | MBA        |           |        |
| 18  | Frédéric Michel      | MBA        |           |        |
| 19  | Werner Schmied       | MBA        |           |        |
| 20  | François Wirtz       | MBA        |           |        |
| 21  | Iván Palazzese       | MBA        |           |        |
| DNF | Maurizio Vitali      | MBA        | Val       |        |
| DNF | Pierluigi Aldrovandi | MBA        | Val       |        |
| DNF | August Auinger       | Bartol-MBA | Boycot    | Boycot |
| DNF | Pier Paolo Bianchi   | Sanvenero  | Boycot    | Boycot |
| DNS | Bruno Kneubühler     | MBA        | Boycot    |        |
| DNS | Eugenio Lazzarini    | Garelli    | Boycot    |        |
| DNS | Hans Müller          | MBA        | Boycot    |        |
| DNS | Ángel Nieto          | Garelli    | Boycot    |        |
| DNS | Ricardo Tormo        | Sanvenero  | Boycot    |        |

### Top tien WK-tussenstand 125 cc
| Pos. | Coureur            | Motorfiets | Ptn. |
| ---- | ------------------ | ---------- | ---- |
| 1    | Ángel Nieto        | Garelli    | 30   |
| 2    | August Auinger     | Bartol-MBA | 20   |
| 3    | Willy Pérez        | MBA        | 18   |
| 4    | Pier Paolo Bianchi | Sanvenero  | 15   |
| 4    | Jean-Claude Selini | MBA        | 15   |
| 6    | Hugo Vignetti      | Sanvenero  | 14   |
| 7    | Ricardo Tormo      | Sanvenero  | 12   |
| 7    | Johnny Wickström   | MBA        | 12   |
| 9    | Hans Müller        | MBA        | 8    |
| 10   | Alfred Waibel      | MBA        | 7    |

1920 · 1921 · 1922 · 1923 · 1924 · 1925 · 1926 · 1927 · 1928 · 1929 · 1930 · 1931 · 1932 · 1933 · 1935 · 1936 · 1937 · 1938 · 1939 · 1949 · 1951 ·  1953 · 1954 · 1955 · 1958 · 1959 · 1960 · 1961 · 1962 · 1963 · 1964 · 1965 · 1966 · 1967 · 1969 · 1970 · 1972 · 1973 · 1974 · 1975 · 1976 · 1977 · 1978 · 1979 · 1980 · 1981 · 1982 · 1983 · 1984 · 1985 · 1986 · 1987 · 1988 · 1989 · 1990 · 1991 · 1992 · 1994 · 1995 · 1996 · 1997 · 1998 · 1999 · 2000 · 2001 · 2002 · 2003 · 2004 · 2005 · 2006 · 2007 · 2008 · 2009 · 2010 · 2011 · 2012 · 2013 · 2014 · 2015 · 2016 · 2017 · 2018 · 2019 · 2020 · 2021 · 2022 · 2023 · 2024 · 2025